# 含油钩丝壳
含油钩丝壳（学名：Uncinula oleosa）是属于白粉菌目白粉菌科钩丝壳属的一种真菌，寄生在椴树上。该种分布于中国、日本、俄罗斯。